# Portlet
Un portlet est une application informatique que l'on peut placer dans un portail web, qui sert alors de conteneur. C'est un objet qui affiche un bloc sur une page web et qui est souvent émis par des servlets. Un portlet traite les requêtes d'une tâche ou d'un service donné et génère dynamiquement le contenu web affiché à l'utilisateur. Les portlets permettent de fournir toutes sortes de services généralistes ou spécialisés (interface de consultation de dossiers, agenda personnel, annuaire, panneau d'information, intégration d'un moteur de recherche, météo, etc.)

## Utilisation
Du point de vue de l'interface Web, le portlet est vu par l'utilisateur comme un composant qu'il peut afficher où il veut dans la vue personnalisée de son portail. Il pourra ainsi visualiser les informations provenant de portlets différents dans une même page Web du portail avec un système à base de panneaux, d'onglets ou de colonnes.
En respectant la spécification des portlets (JSR 168, JSR 286, WSRP) il est possible d'utiliser un même portlet sur des portails différents.
En pratique, un portlet est développé puis déployé sur un portail. L'administrateur qui gère le portail web peut alors le publier dans une catégorie particulière pour qu'il soit visible de tous les utilisateurs ou d'une population ciblée.
Microsoft appelle les portlets des Web part dans son outil de portail SharePoint.